# Porsche 787
Chronologie des modèles (1961-1962)
Porsche 718 Porsche 804
La Porsche 787 est une monoplace du constructeur Porsche dérivée de la Porsche 718 qui participe aux championnats de Formule 1 en 1961 et 1962.
Les 718 et 787 sont remplacées par la Porsche 804 à partir de 1962.

## Historique
Pour la saison 1961, la cylindrée des véhicules de Formule 1 était limitée à 1,5 litre. Porsche a vu là une opportunité de s’impliquer, car la nouvelle réglementation ne différait guère de celle de la Formule 2 précédente. Le constructeur avait déjà célébré des succès dans ce domaine avec Edgar Barth sur la Porsche 550 A Spyder et Jean Behra sur la Porsche 718. La Porsche 787 n’était rien d’autre qu’une Porsche 718/2 monoplace vieille de plusieurs années. Elle était propulsée par un moteur dit Fuhrmann, qui produisait jusqu’à 190 ch (139 kW) à 8 000 tr/min. En pratique, Porsche n’a pas pu s’imposer face aux Ferrari dominatrices, pilotées par Wolfgang Graf Berghe von Trips et Phil Hill, devenu champion du monde. Le meilleur pilote Porsche fut Dan Gurney, qui termina troisième au Championnat du monde (quatrième si l’on inclut von Trips, décédé dans un accident). Pour la saison 1962 de Formule 1, la Porsche 804, un modèle à moteurs huit cylindres, a été construite pour remplacer la 787.

## Résultats en championnat du monde de Formule 1
| Saison | Écurie                     | Moteur         | Pneumatiques | Pilotes        | Courses | Courses | Courses | Courses | Courses | Courses | Courses | Courses | Points inscrits | Classement |
| Saison | Écurie                     | Moteur         | Pneumatiques | Pilotes        | 1       | 2       | 3       | 4       | 5       | 6       | 7       | 8       | Points inscrits | Classement |
| ------ | -------------------------- | -------------- | ------------ | -------------- | ------- | ------- | ------- | ------- | ------- | ------- | ------- | ------- | --------------- | ---------- |
| 1961   | Porsche System Engineering | Porsche 753 F8 | Dunlop       |                | MON     | P-B     | BEL     | FRA     | GBR     | ALL     | ITA     | USA     | 22              | 3e         |
| 1961   | Porsche System Engineering | Porsche 753 F8 | Dunlop       | Joakim Bonnier | 12e     | 11e     | 7e      | 7e      | 5e      | N.C     | Abd.    | 6e      | 22              | 3e         |
| 1961   | Porsche System Engineering | Porsche 753 F8 | Dunlop       | Dan Gurney     | 5e      | 10e     | 6e      | 2e      | 7e      | 7e      | 2e      | 2e      | 22              | 3e         |
| 1961   | Porsche System Engineering | Porsche 753 F8 | Dunlop       | Hans Herrmann  | 9e      |         |         |         |         | 13e     |         |         | 22              | 3e         |